# Villa Björkhagen

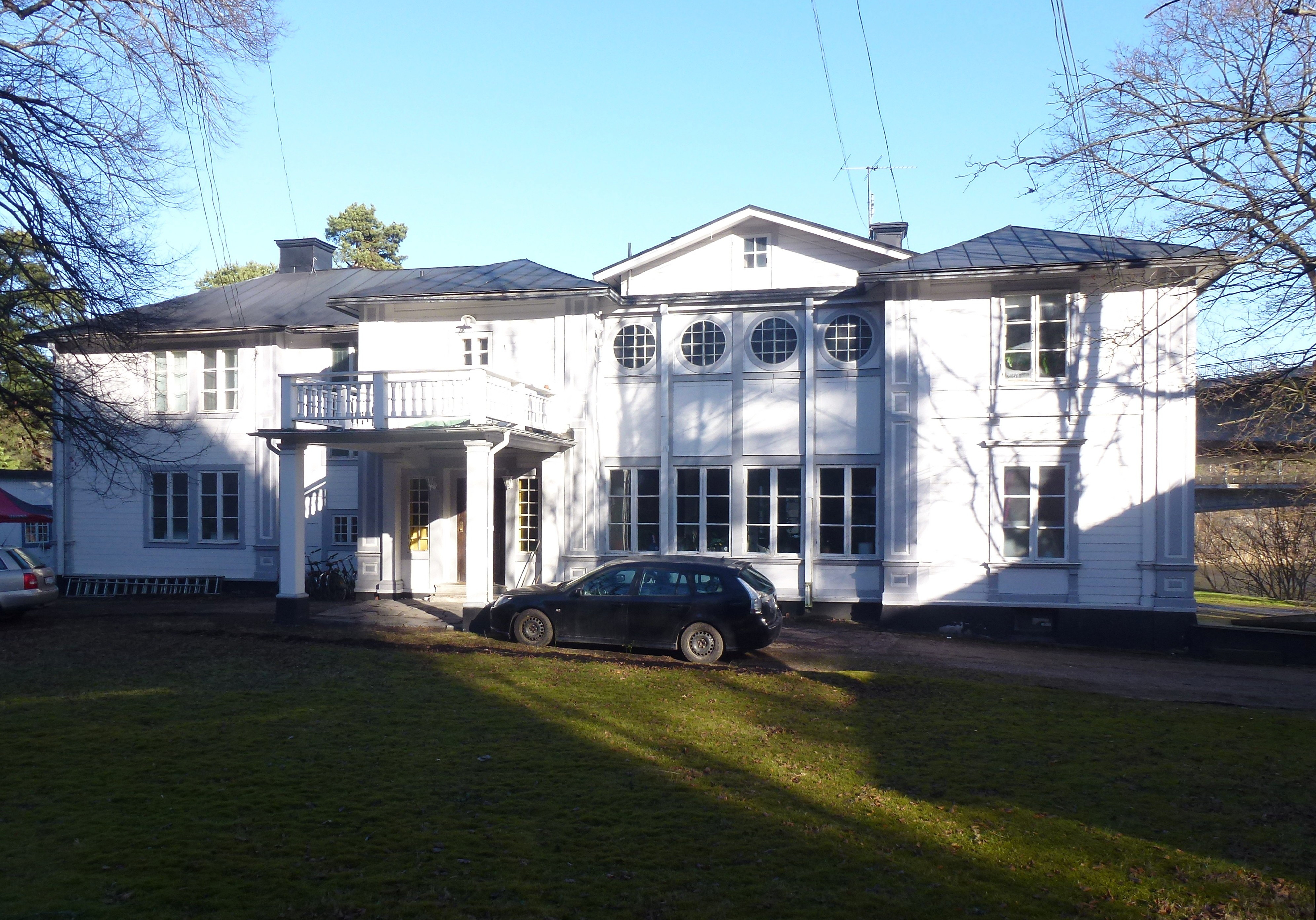
Villa Björkhagen, fasad mot syd, 2014.

Villa Björkhagen är en kulturhistoriskt värdefull byggnad vid Alnäsvägen 1 (numera 3A) i stadsdelen Bergshamra inom Solna kommun. Huset ligger vid Stocksundet och uppfördes 1854. Villan är mycket välbevarad och har enligt kommunen ett omistligt kulturhistoriskt värde. 

## Historik

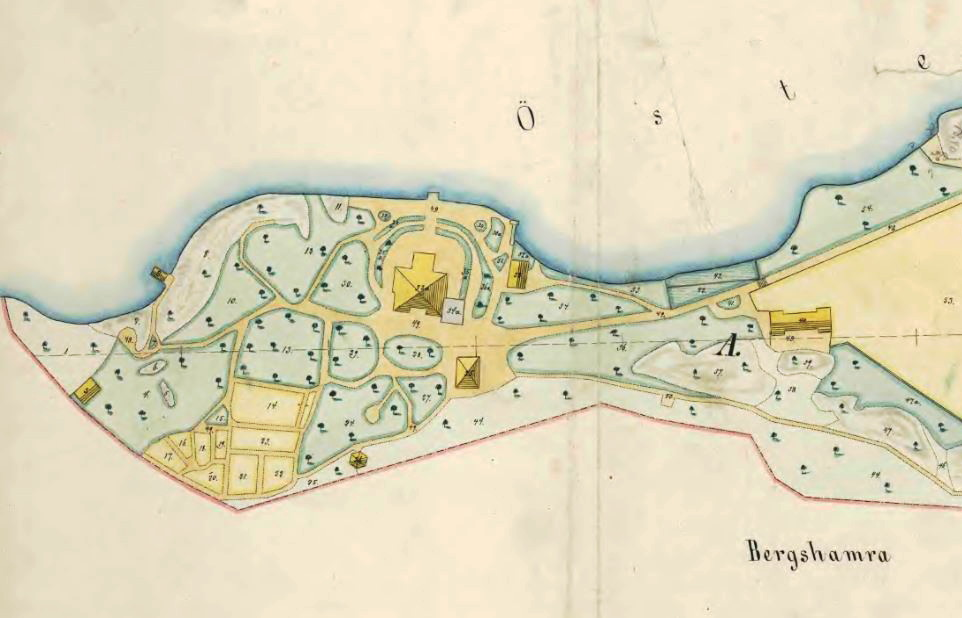
Björkhagen 1891.

Stocksundstorps gård var ursprungligen en utgård till Bergshamra gård. På 1750-talet arrenderades gården av brukspatron Claesson. Efter honom har arrendatorerna på Stocksundstorp avbytt varann ungefär vart 20:e år. År 1853 övertogs Stocksundstorp av grosshandlare Edward Cederlund, som lät bygga flera nya hus och rusta upp de befintliga. Han upplät 1854 en tomt på sin mark till vännen grosshandlare Stark, som lät uppföra en exklusiv sommarvilla med trädgårdsmästarebostad,  lusthus och engelsk park. Stark kallade sitt sommarnöje Björkhagen, beläget vid Stocksunds strand och längst ut i Stocksundstorps västra del.
På 1870-talet övertogs Björkhagen av grosshandlare Rosenberg och på 1880-talet av greve Walter von Hallwyl. År 1889 friköptes Stocksundstorps gård med tillhörande mark av storbyggmästaren Andreas Gustaf Sällström, som lyckades få Kungl Majt (Oscar II) att bjuda ut Stocksundstorp på offentlig auktion, varpå Sällström ropade in egendomen för 55 000 kronor. I köpet ingick även fastigheten Björkhagen, som Sällström sålde vidare. Själv bodde han i gårdens huvudbyggnad fram till sin död 1917.

## Byggnad

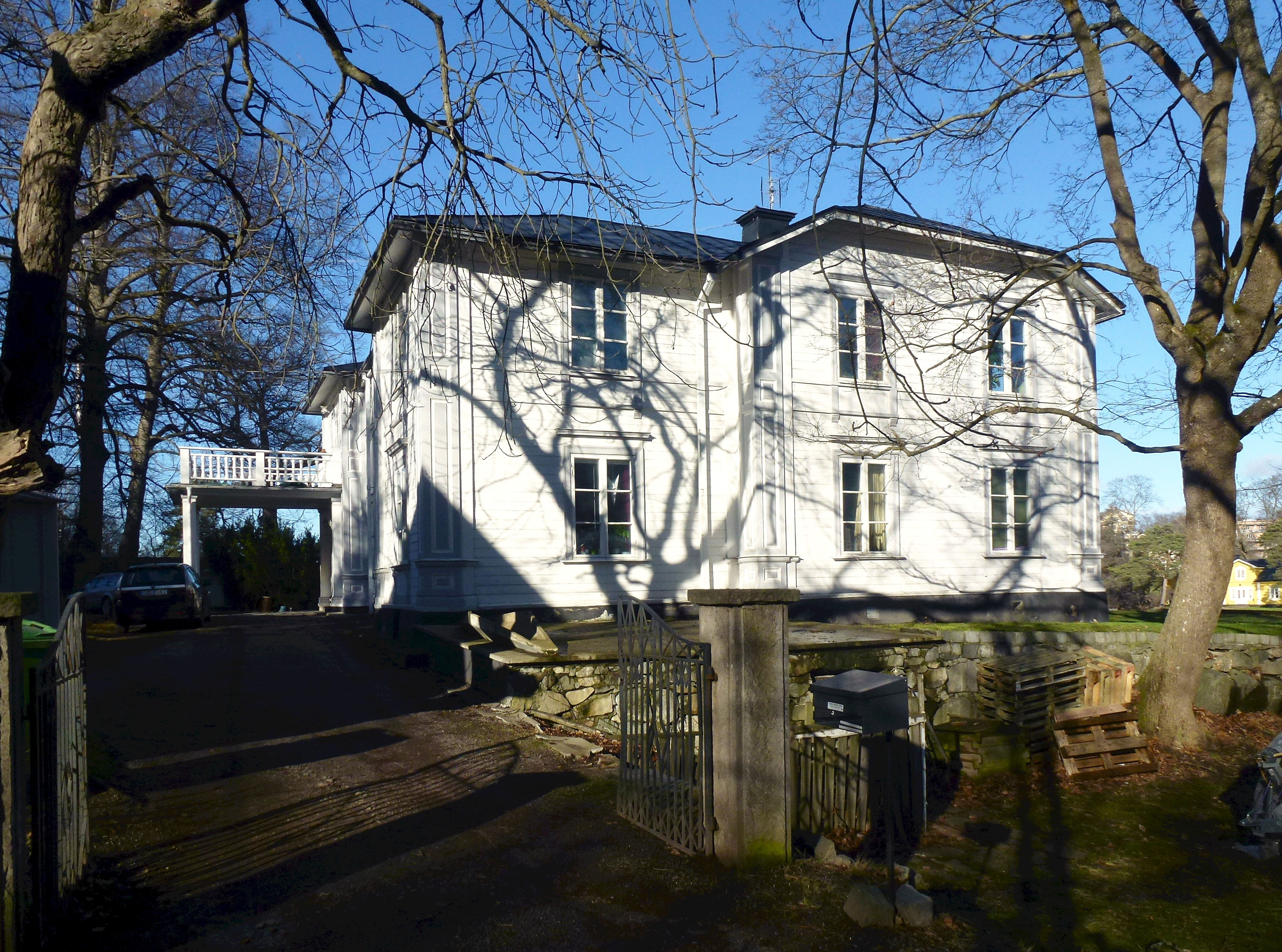
Fasad mot ost, 2014.

Villa Björkhagen är ett tvåvåningshus i klassiserande formspråk med fasader klädda av liggande och vitmålad träpanel som accentueras av pilaster och listverk i ljusgrå kulör. Mot Stocksundet märks en mittrisalit som är krönt av en gavelfronton med tidigare förgylld frukt- och arkantusdekor. Huset byggdes till åt väster vid sekelskiftet 1900, troligen under greve Walter von Hallwyls tid.
Björkhagen är ett tidigt exempel på den sommarvillabebyggelse som förmögna stockholmsborgare lät bygga under 1800-talets andra hälft i Stockholms skärgård och längs Stockholms Östersjökust. Villan har enligt Solna kommun ett omistligt kulturhistoriskt värde.